# Hemeroblemma respiciens
Hemeroblemma respiciens är en fjärilsart som beskrevs av Walker 1858. Hemeroblemma respiciens ingår i släktet Hemeroblemma och familjen nattflyn. Inga underarter finns listade i Catalogue of Life.